# پیونر (استان آمور)
پیونر (به لاتین: Pioner) یک منطقهٔ مسکونی در روسیه است که در استان آمور واقع شده‌است.